# Humlegården

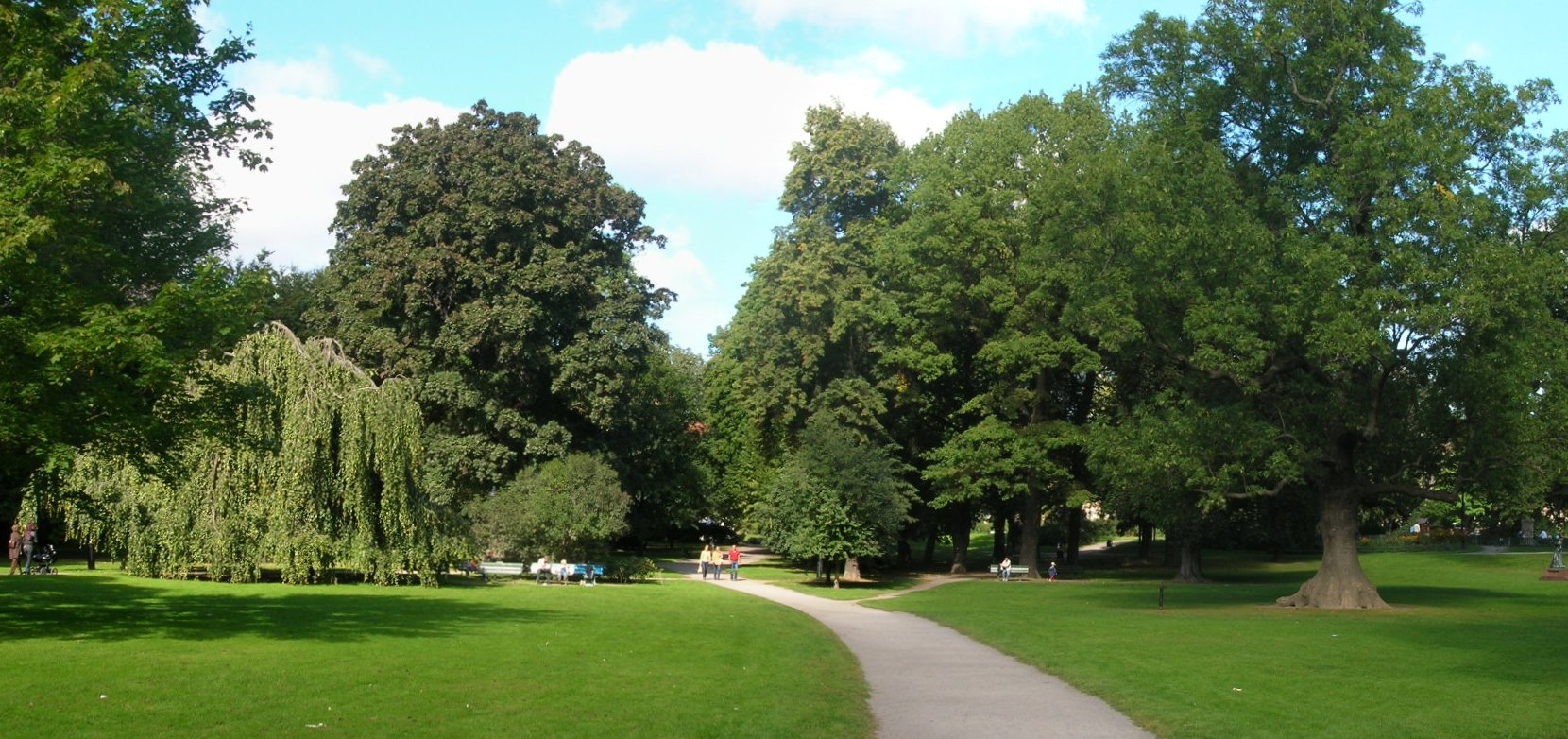
Humlegårdens norra del med ekar och gräsmattor.

Humlegården är en park på Östermalm i Stockholm. Parken gränsar till Karlavägen i norr, Sturegatan i öster, Humlegårdsgatan i söder och Engelbrektsgatan i väster. Sedan 1878 ligger här Kungliga biblioteket, som är Sveriges nationalbibliotek.

## Historia

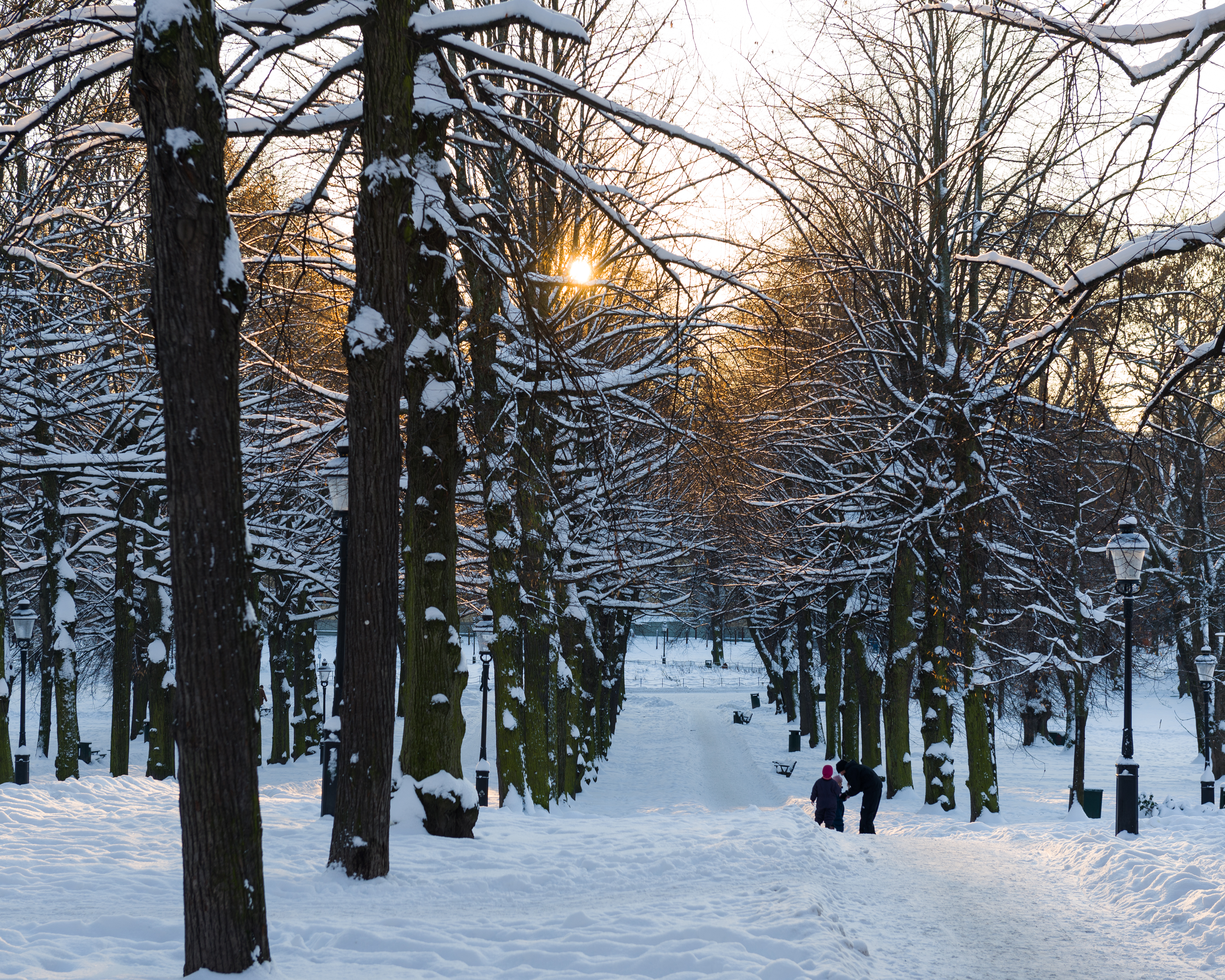
Alléerna som leder från Karlavägen ned mot Kungliga biblioteket.

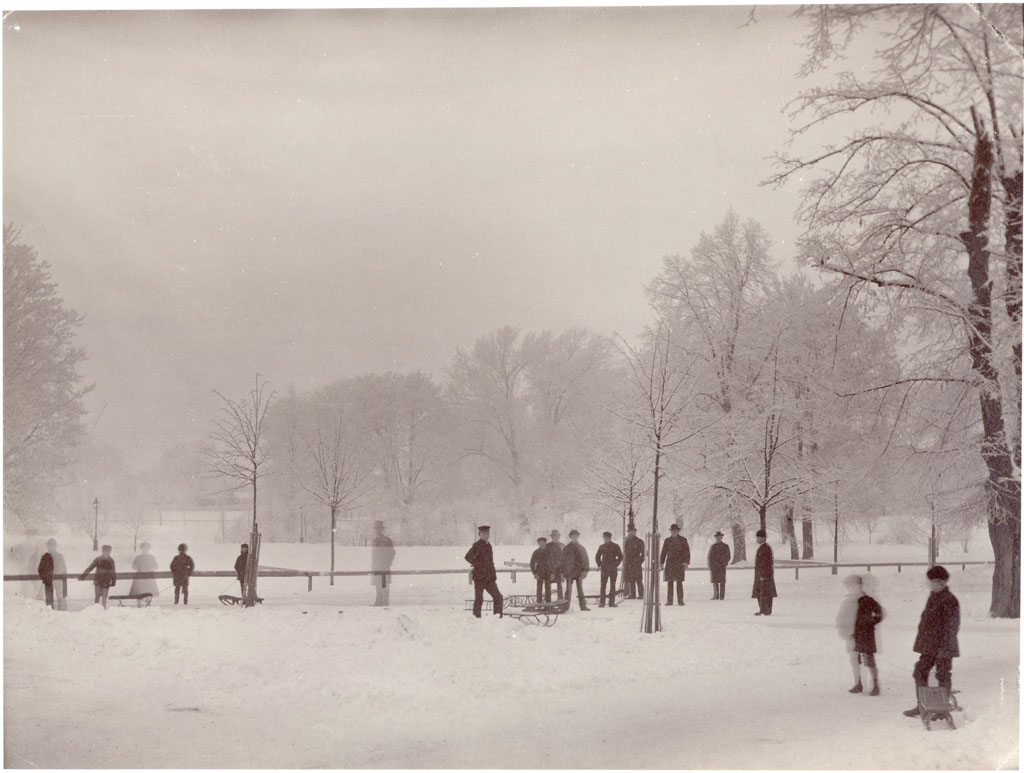
Vinter i Humlegården cirka 1890.

### Kunglig park
Området var under medeltiden troligen inägomark till gården Ekeby som donerades av Magnus Ladulås till Klara kloster år 1288. Humlegården anlades sedan som en kunglig trädgård 1619 på uppdrag av Gustav II Adolf. Här odlades det frukt, kryddor och senare humle. Sveriges drottning Ulrika Eleonora lät bygga en paviljong, Rotundan, där hon vistades med sina barn.

### 1764–1869
Efter några års förfall köptes parken av kung Adolf Fredrik på offentlig auktion i mitten av 1700-talet. Han såg till att upprusta och restaurera den igen. Humlegården har använts för teater, djurpark, tivoli och värdshus. 
Parken öppnades delvis för allmänheten 1764; de flesta släpptes då in, men parken var fortfarande avskild och vissa utestängdes från tillträde. Det var en nöjespark och den blev känd som en av de platser där Stenborgs Sällskap uppträdde: År 1773 öppnades Humlegårdsteatern i den gamla paviljongen. 
Under perioden från 1835 till 1842 övertog Linnéska Samfundet arrendet för parken. Trots återkommande skadegörelse och stölder lyckades det genomföra många stora förändringar. Dammar anlades, drivhus, inhägnader och burar för djur och fåglar byggdes och hela området norr om den öst-västliga allén omformades i engelsk park-stil. Statyer av Carl von Linné och Flora sattes upp vid foten av kullen, som fick namnet Floras kulle. Vintertid anlades en populär kälkbacke på kullen och på 1850-talet kunde en kälke hyras timvis för tolv skilling. Flera tecknare och konstnärer gestaltade vinteraktiviteterna, såsom Gustaf Axel Broding, ofta på uppdrag av de stora dagstidningarna.   Mellan åren 1851 och 1878 fungerade återigen en teater här, Nya Theatern i Humlegården.

### Från 1869
Allmän park, det vill säga helt öppen för alla, har den varit sedan 1869. Parken kallades tidigare för kexburken på grund av alla rån. I Humlegården, liksom i andra parker, uppstod platser för sexuella möten och prostitution, inklusive homosexuella möten och "soldatprostitutionen" som var utbredd under andra halvan av 1800-talet. Parken var en av samlingsplatserna för Stockholms homosexuella, och hade öknament bögparken, under senare delen av 1900-talet. Humlegården omnämns även i sången Hum, hum från Humlegårn. 
Av boende i området har framförts att parken känns otrygg, framförallt kvällstid. Olika initiativ har under 00-talet startats för att motverka detta. 

## Skulpturer
- Linnémonumentet, Fritjof Kjellberg, rest 1885
- Carl Wilhelm Scheele, John Börjeson, rest 1892
- Farfadern, Per Hasselberg, rest 1896 vid Kungliga biblioteket
- Anders Fryxell, Walter Runeberg, rest 1910
- Peter Wieselgren, Gustaf Malmquist, rest 1910
- Fredrika Bremer, Sigrid Fridman, rest 1927
- Tuffsen, Egon Möller Nielsen, rest 1949
- Isobartema, Martin Holmgren, rest 1970
- ”Spel med former”, Christine Lohe, rest 1975
- Cordillera de Los Andes, Francisco Gazitúa, rest 2000
- Hjalmar Söderberg, Peter Linde, rest 2010
- Standing Waves, Adéle Essle Zeiss och Liva Isakson Lundin, rest 2022

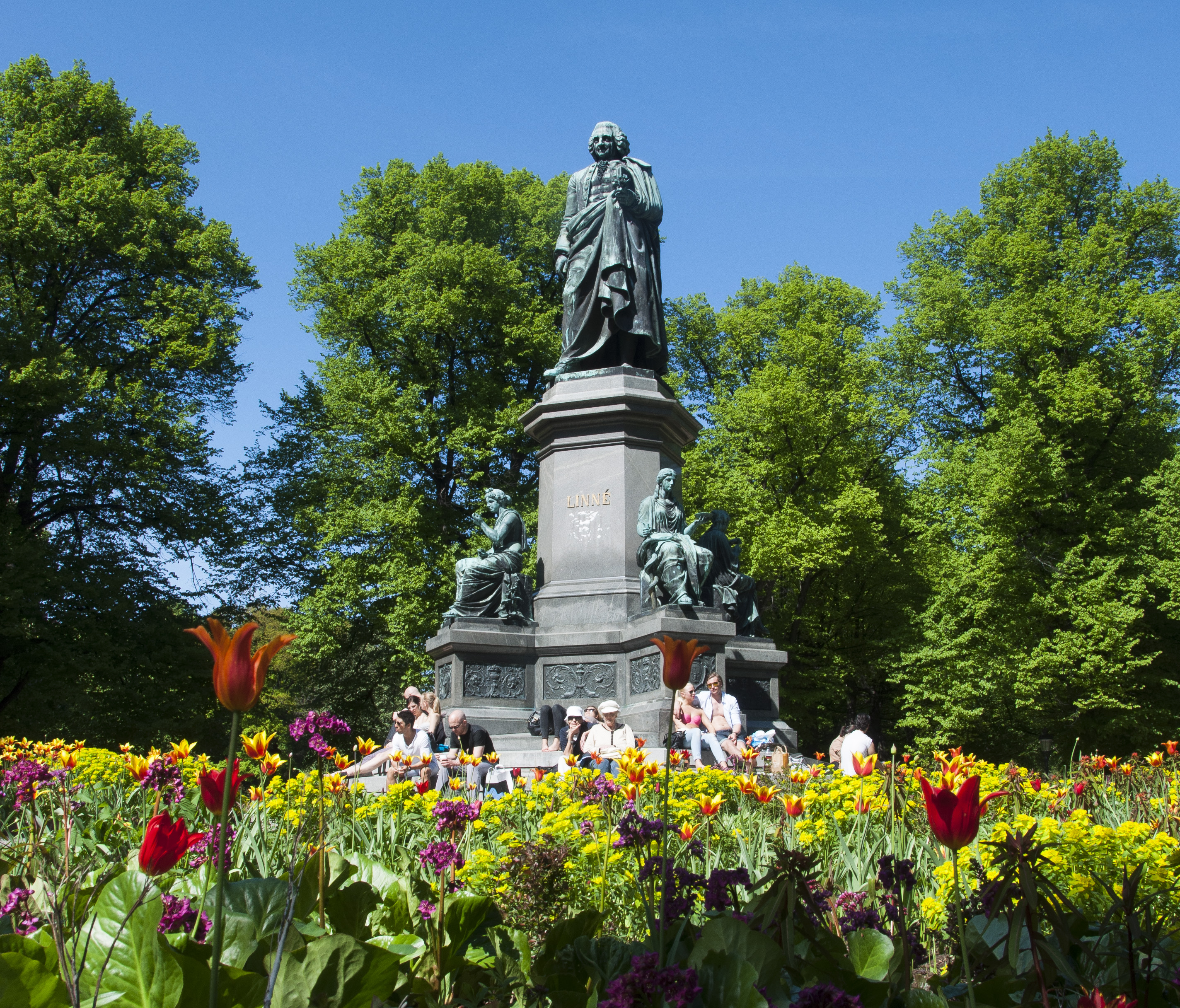
Linnémonumentet
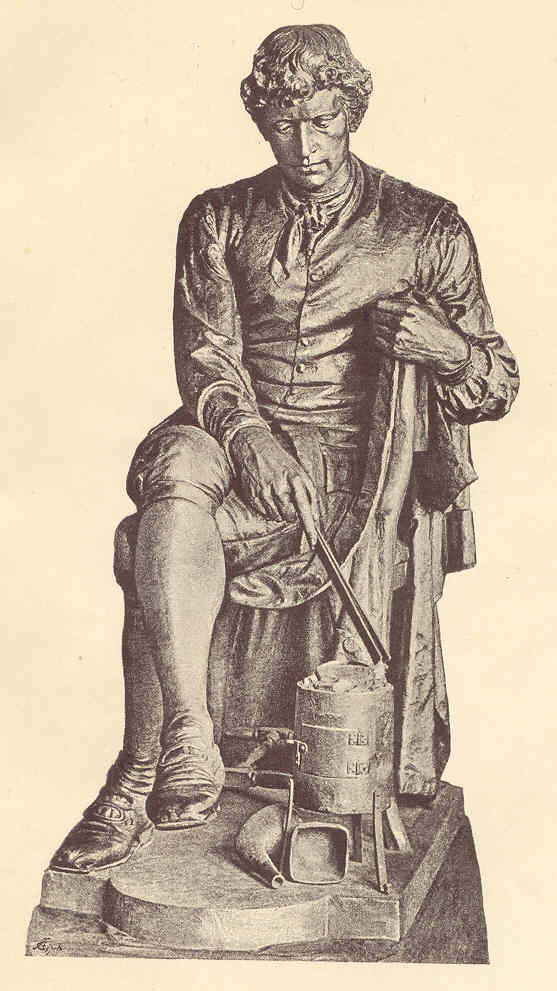
Carl Wilhelm Scheele
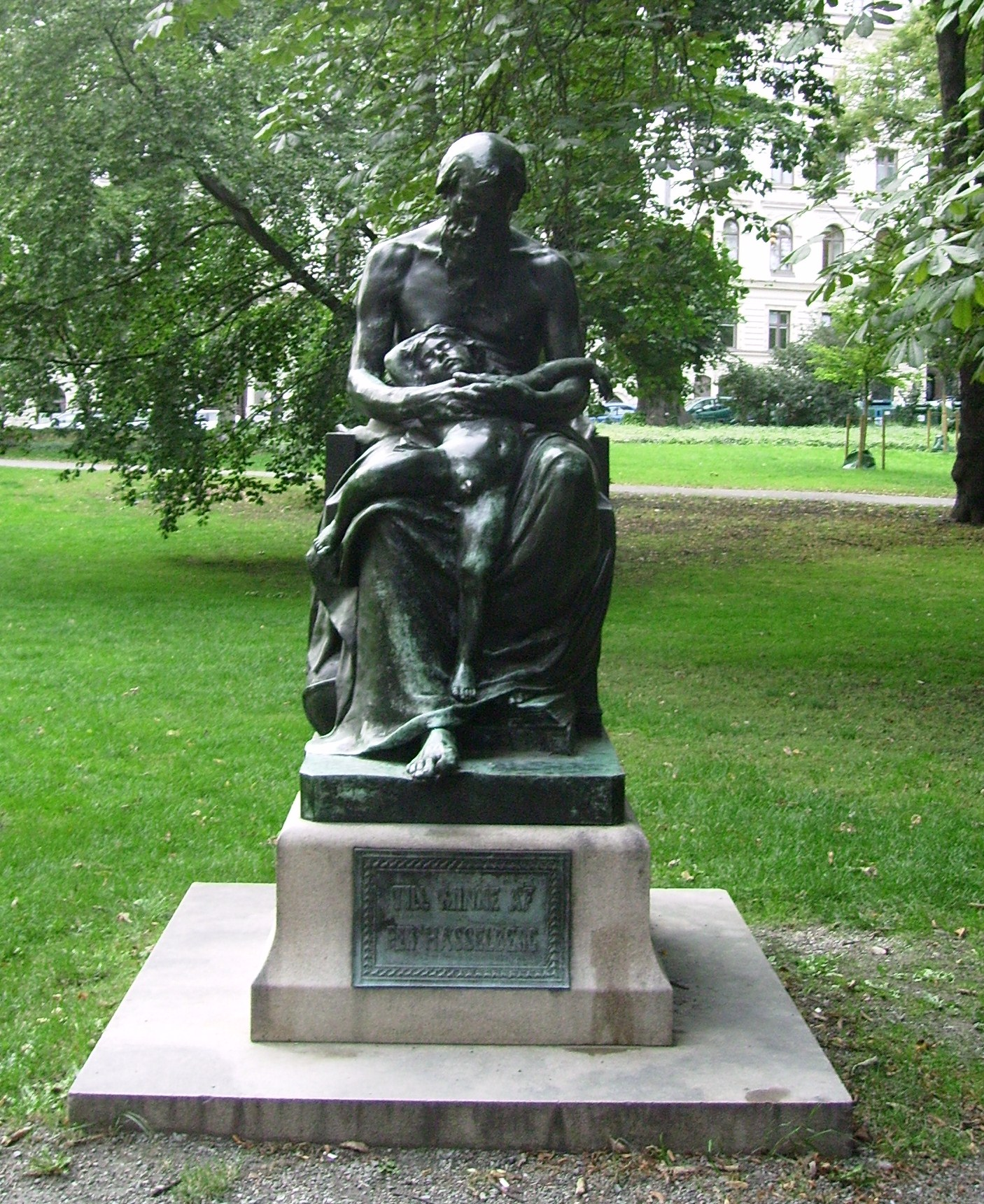
Farfadern
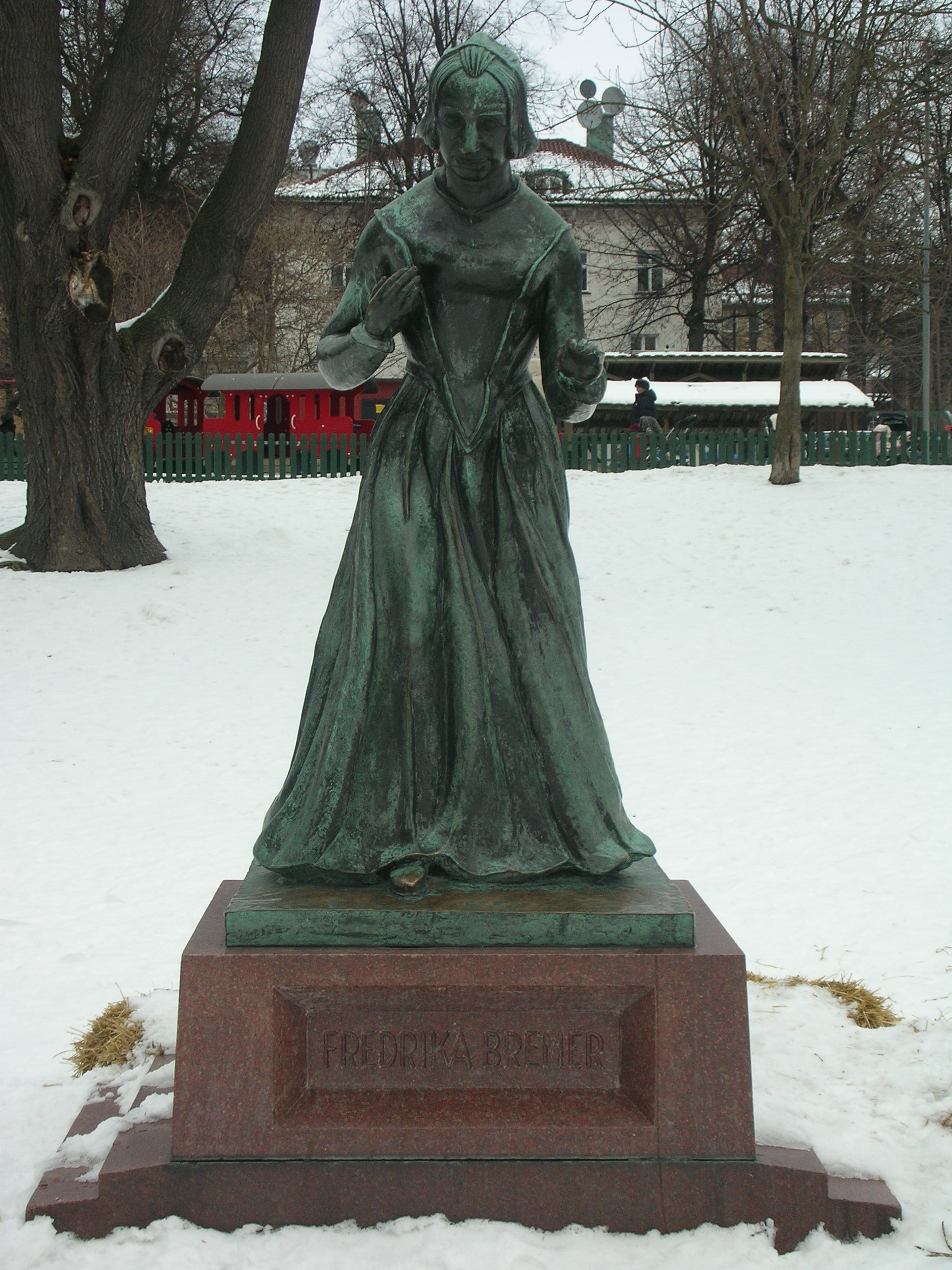
Fredrika Bremer
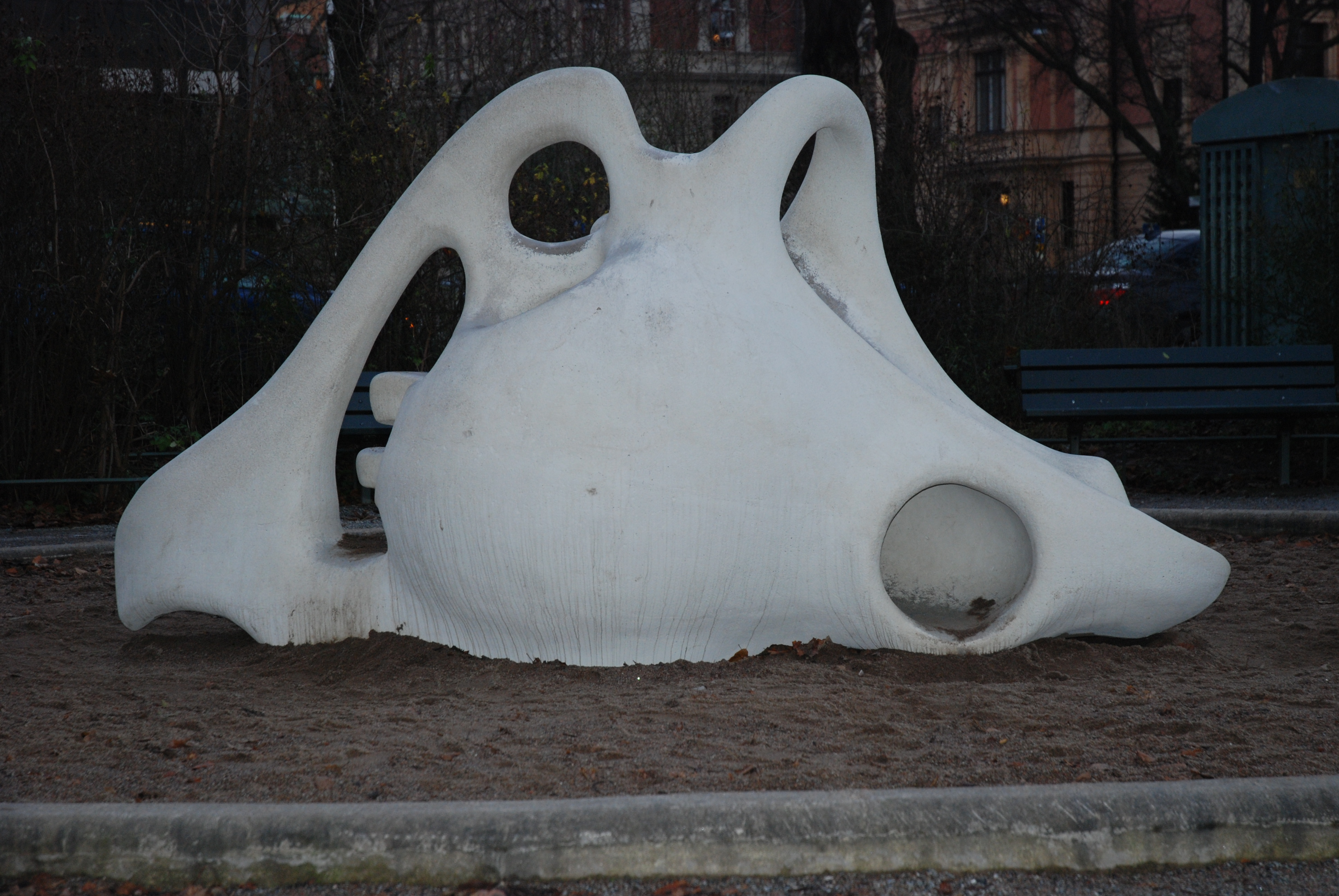
Tuffsen
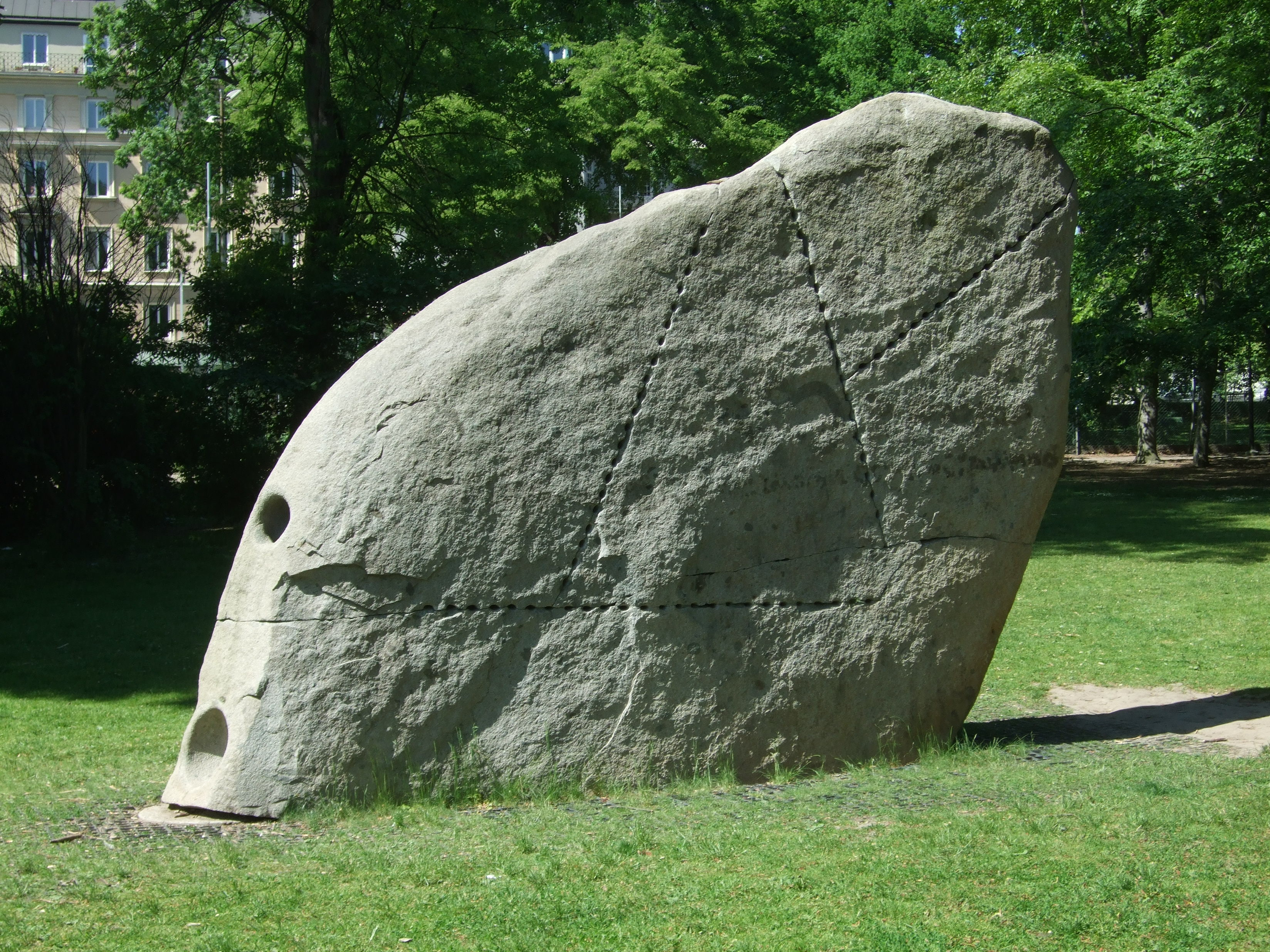
Cordillera de Los Andes
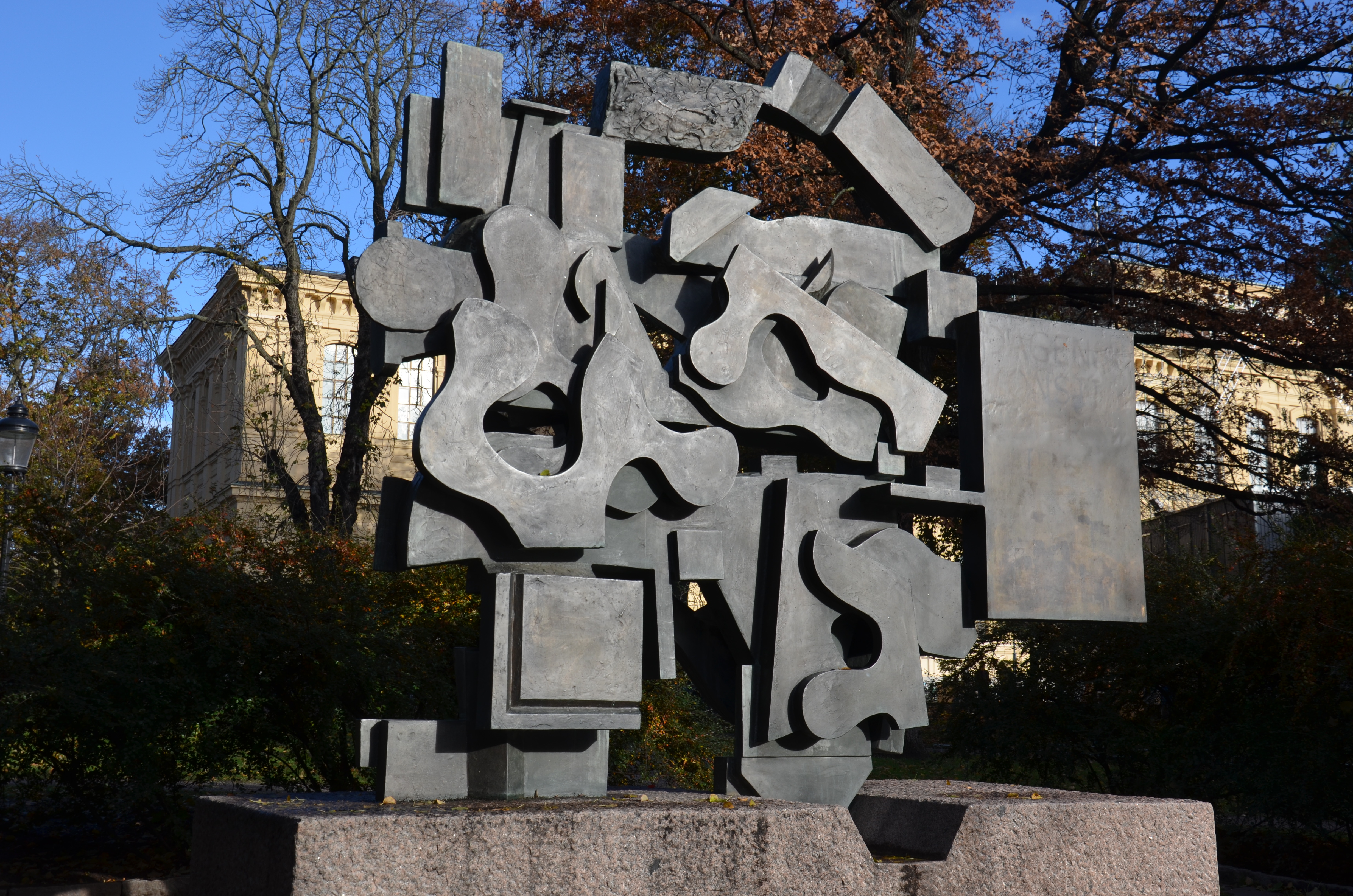
Isobartema
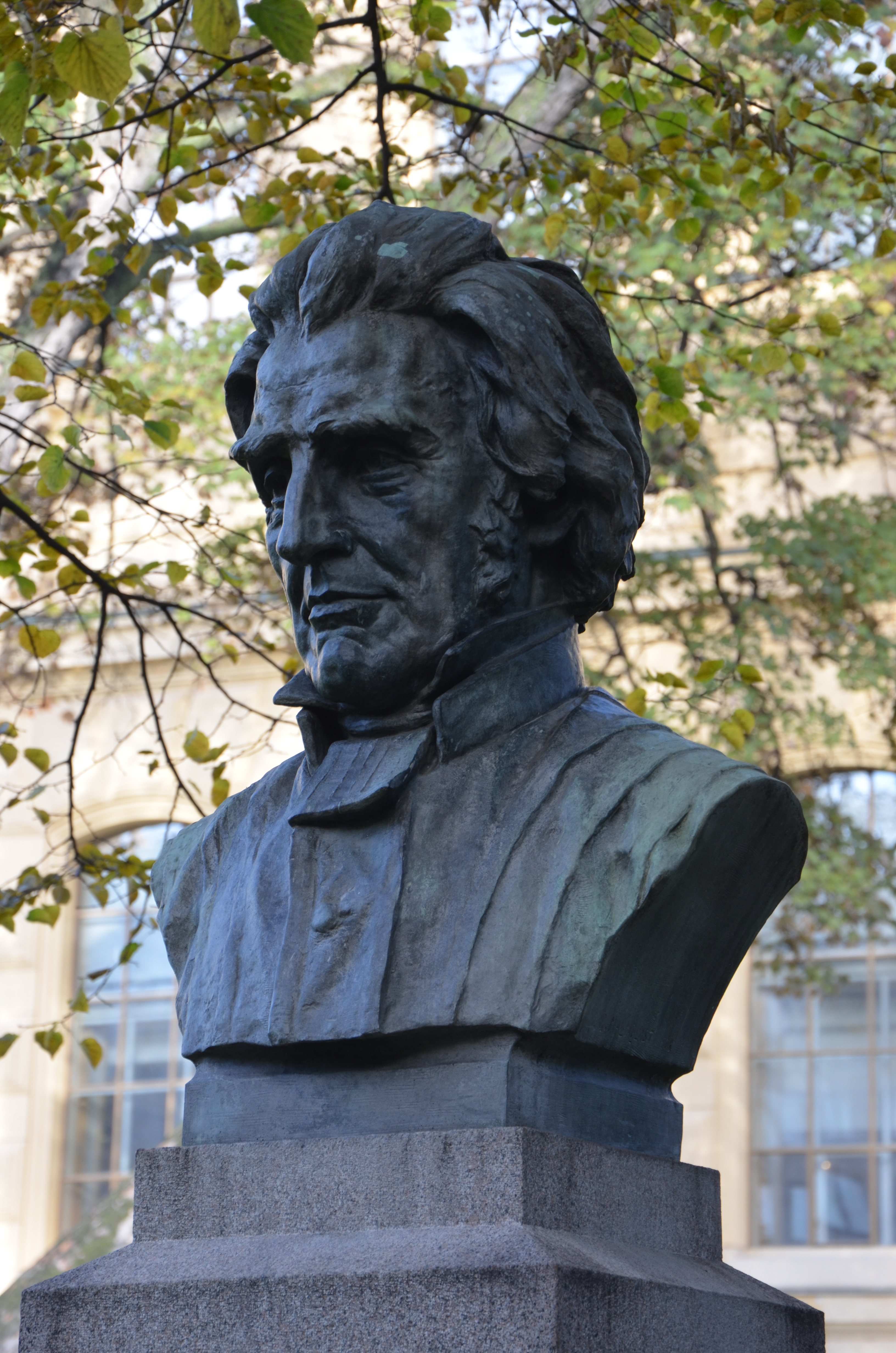
Peter Wieselgren
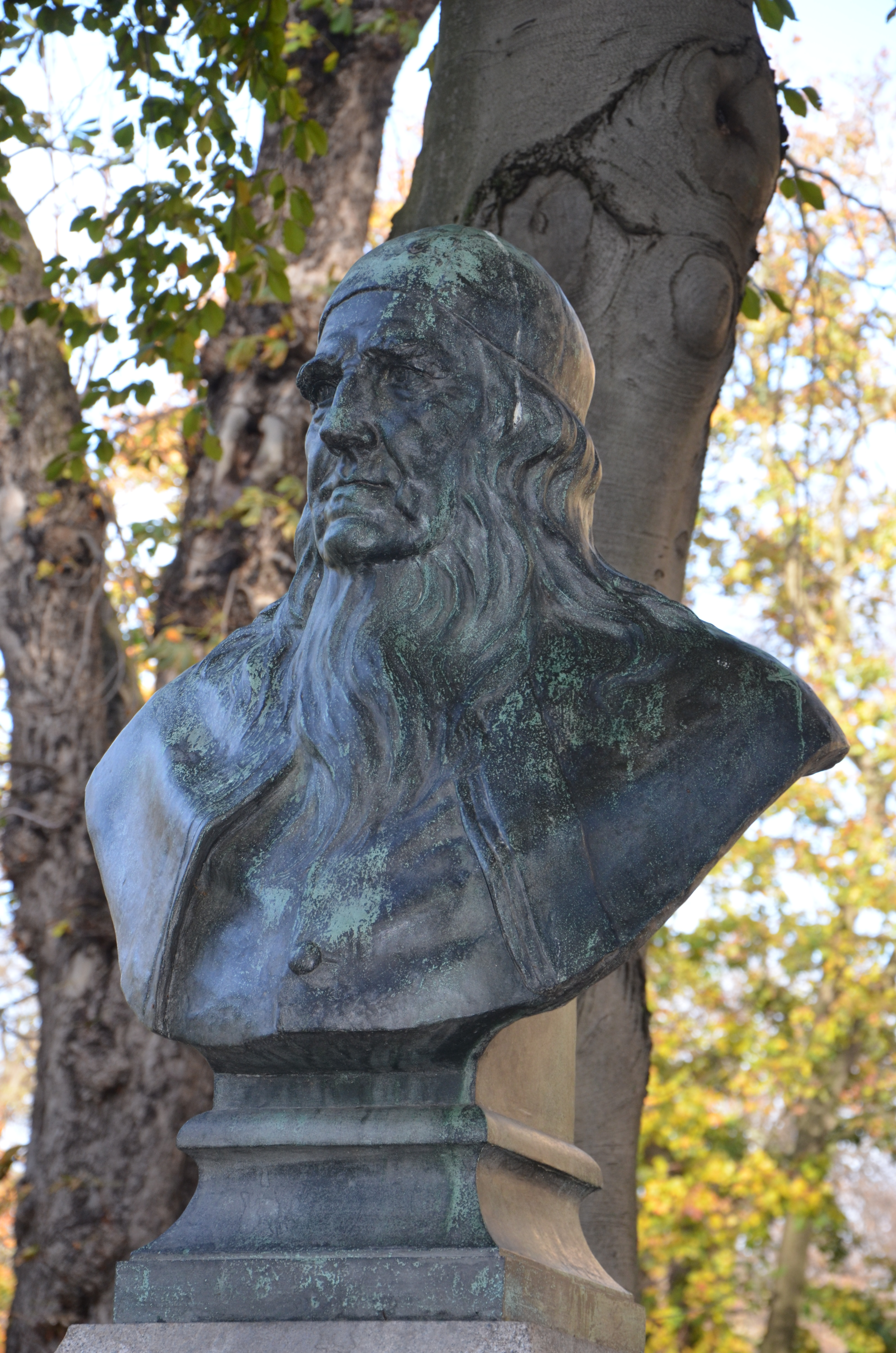
Anders Fryxell
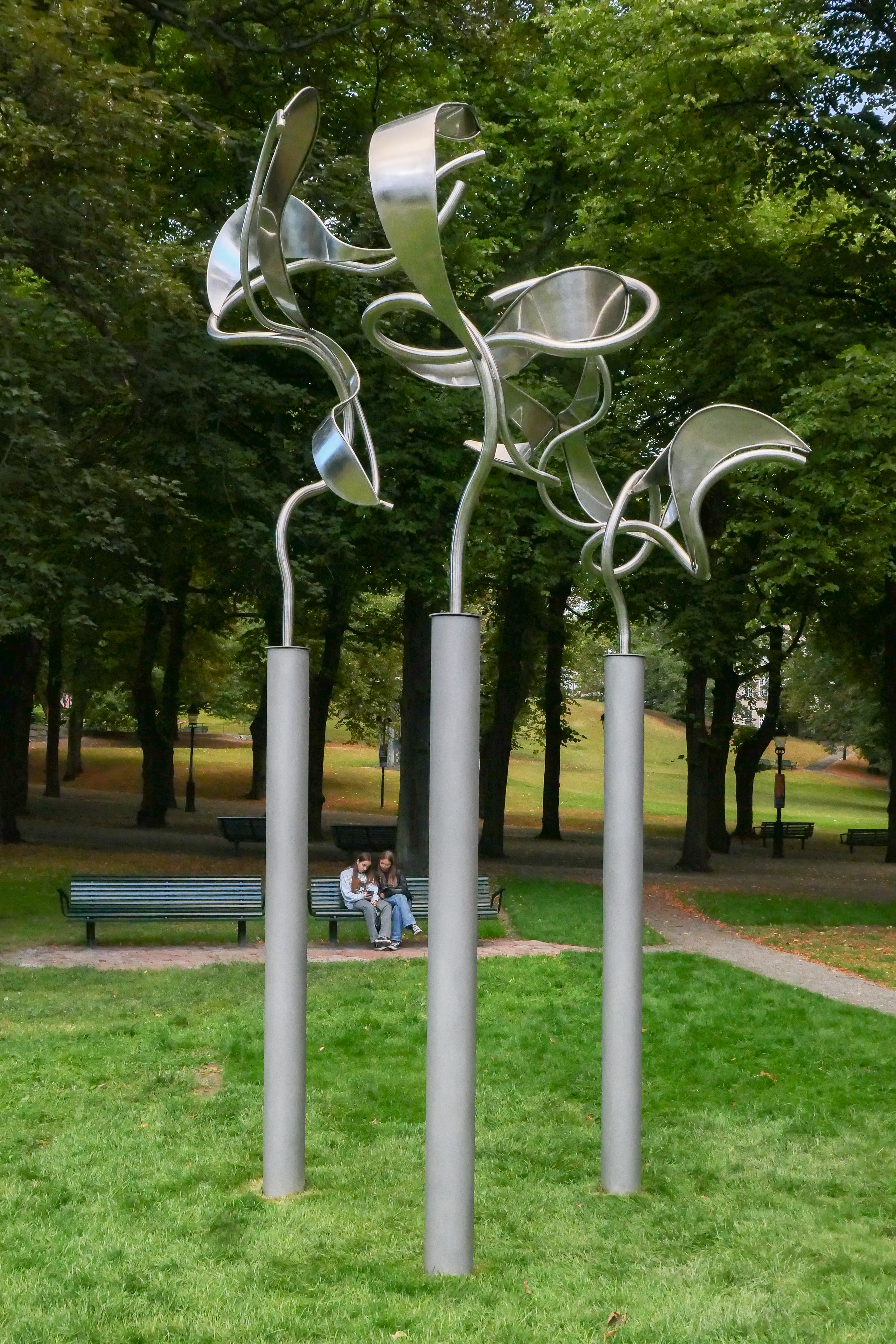
Standing Waves